# Lacló del Sud
Il Lacló del Sud è un fiume di Timor Est (esso non ha nulla a che vedere con il quasi omonimo Lacló del Nord, che scorre nel distretto di Manatuto e sfocia nello stretto di Wetar).
È uno dei vari fiumi della zona meridionale di Timor Est che hanno acqua fluente tutto l'anno.
Nasce sul versante meridionale nelle montagne centrali di Timor est, nel subdistretto di Turiscai, attraversa quello di Fatuberlios e la piana di Alas, prima di sfociare nel Mar di Timor.
Esso costituisce il confine naturale fra numerosi Sucos, così nel subdistretto di Fatuberlios fra Bubussuso e Caicassa; in quello di Alas segna il confine occidentale di Dotik, dalla cui altra parte da nord a sud vi sono i  Sucos di Aituha, Taitudac, Mahaquidan ed Uma Berloic. All'incontro dei territori di Dotik, Taitudac und Mahaquidan, ove confluiscono nel Lacló, alla sua destra orografica, le acque del Rio Marak, il fiume si allarga in un grosso lago con numerose isole. Poco prima di sfociare in mare, il Lacló del sud riceve le acque di un ramo laterale del fiume Clerec.